# (4586) Gunvor
(4586) Gunvor ist ein Asteroid des Hauptgürtels, der am 24. September 1960 vom Forscherteam Cornelis Johannes van Houten und Tom Gehrels im Rahmen des Palomar-Leiden-Surveys entdeckt wurde.
Der Asteroid wurde nach Gunvor Ulla Marie Ollongren-Lundgren benannt, der Ehefrau des schwedischen Astronomen Alexander
Ollongren.